# Pfarrkirche Pergkirchen

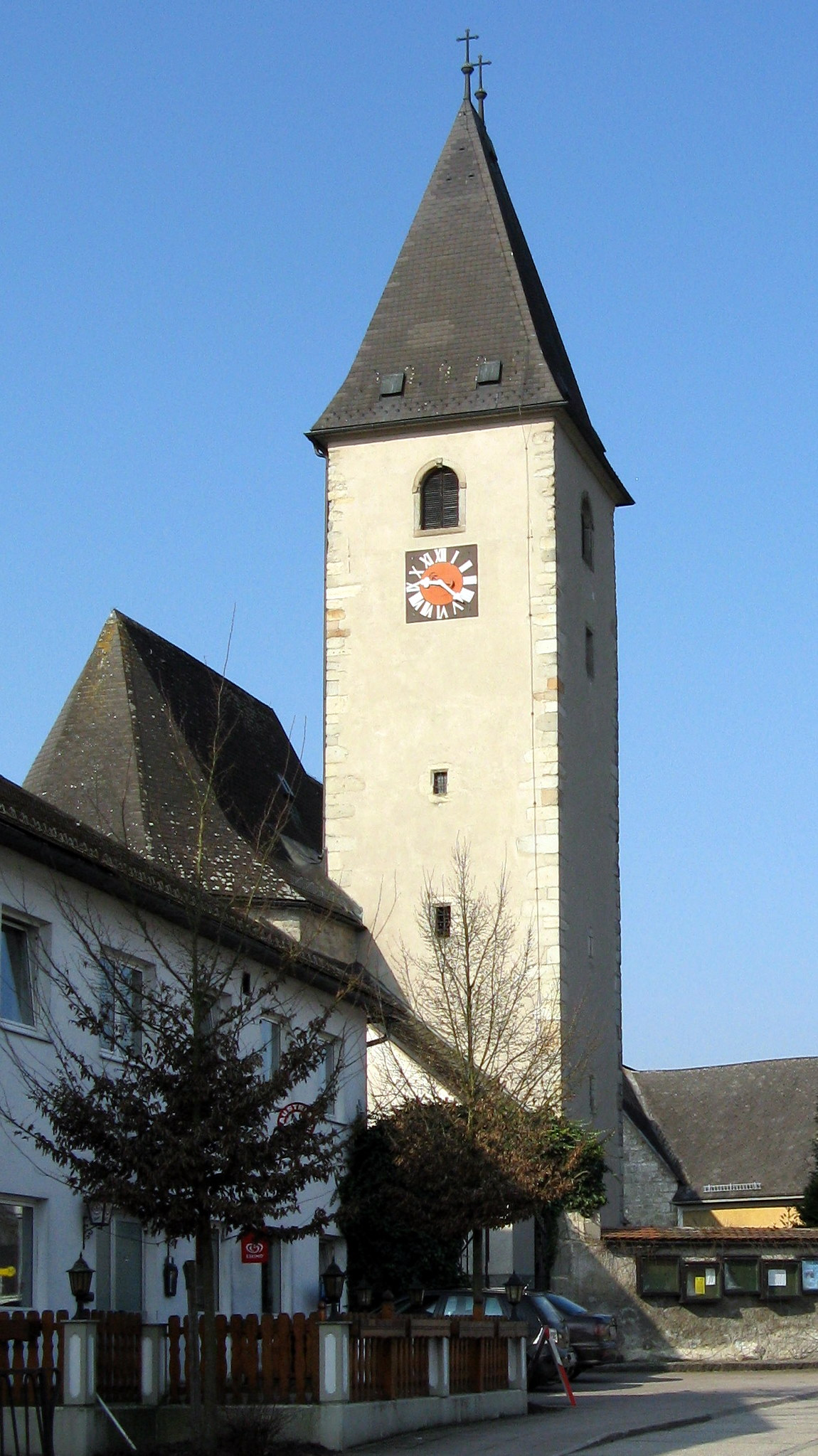
Pfarrkirche Pergkirchen

Die Pfarrkirche Pergkirchen steht in der Ortschaft Pergkirchen in der Gemeinde Perg in Oberösterreich. Sie geht auf eine Burgkirchenanlage der Herren von Perg und Machland zurück. Die Kirche steht auf dem Ortsplatz und ist vom Pfarrfriedhof umgeben. Pergkirchen war früher eine eigene selbständige Ortsgemeinde.

## Name Pergkirchen
Die Silbe Perg im Namen Pergkirchen wird vom Begriff Bero (oder Pero) abgeleitet, was einerseits ein seltener althochdeutscher Vorname mit der Bedeutung der Braune, der Bär oder andrerseits eine altgermanische Bezeichnung für den Sippenältesten sein kann.
Schreibweisen des Namens Pergkirchen in Urkunden waren beispielsweise Perokirchen (nach dem Kirchengründer Pero, † 1060), Pen(ge)nkirchen (1114), Pergenkirchen (1142), perchirchen (1227), Perinkyrchen (1239), Perchirchen (1320), Perkirchen (1325), Pernkirchen (1351), Perichirchen (1358), Perchirchen (1358 und 1364), Pergkirchen (1376), perkhircher pharr (1508 und 1533), Bekhirchen (1569).
Es ist wahrscheinlich, dass sich der Name der Herren von Perg und Machland und des Ortes Perg auf gleiche Weise herleiten lassen.

## Geographie
Das Kirchengebäude ist die Pfarrkirche der Pfarre Pergkirchen, einer römisch-katholischen Pfarre im Dekanat Perg in der Region Mühlviertel in der für das Bundesland Oberösterreich zuständigen österreichischen Diözese Linz in der Kirchenprovinz Wien.
Diese wird innerhalb der kirchlichen Verwaltung mit der Pfarrnummer 4282 geführt und hat 1.128 Katholiken,
die sich mit Ausnahme der zur Pfarre Perg gehörenden Ortschaft Karlingberg im Wesentlichen auf das Gebiet der Katastralgemeinde und ehemaligen Ortsgemeinde Pergkirchen verteilen.
Der Pfarre obliegt die Verwaltung des Pergkirchner Orts- und Pfarrfriedhofs. Zur Pfarre gehören die Ortschaften Auhof, Dörfl, Lehenbrunn, Mitterberg, Pergkirchen, Thurnhof und Tobra. Die Pfarre ist Teil des Seelsorgsraumes Perg, dem die Pfarren Allerheiligen, Münzbach, Pergkirchen, Perg und Windhaag angehören. Nachbarpfarren sind Arbing, Mitterkirchen, Münzbach, Naarn, Perg und Windhaag im Dekanat Perg.

## Geschichte

### Die frühmittelalterliche Burgkirche der Herren von Perg und Machland

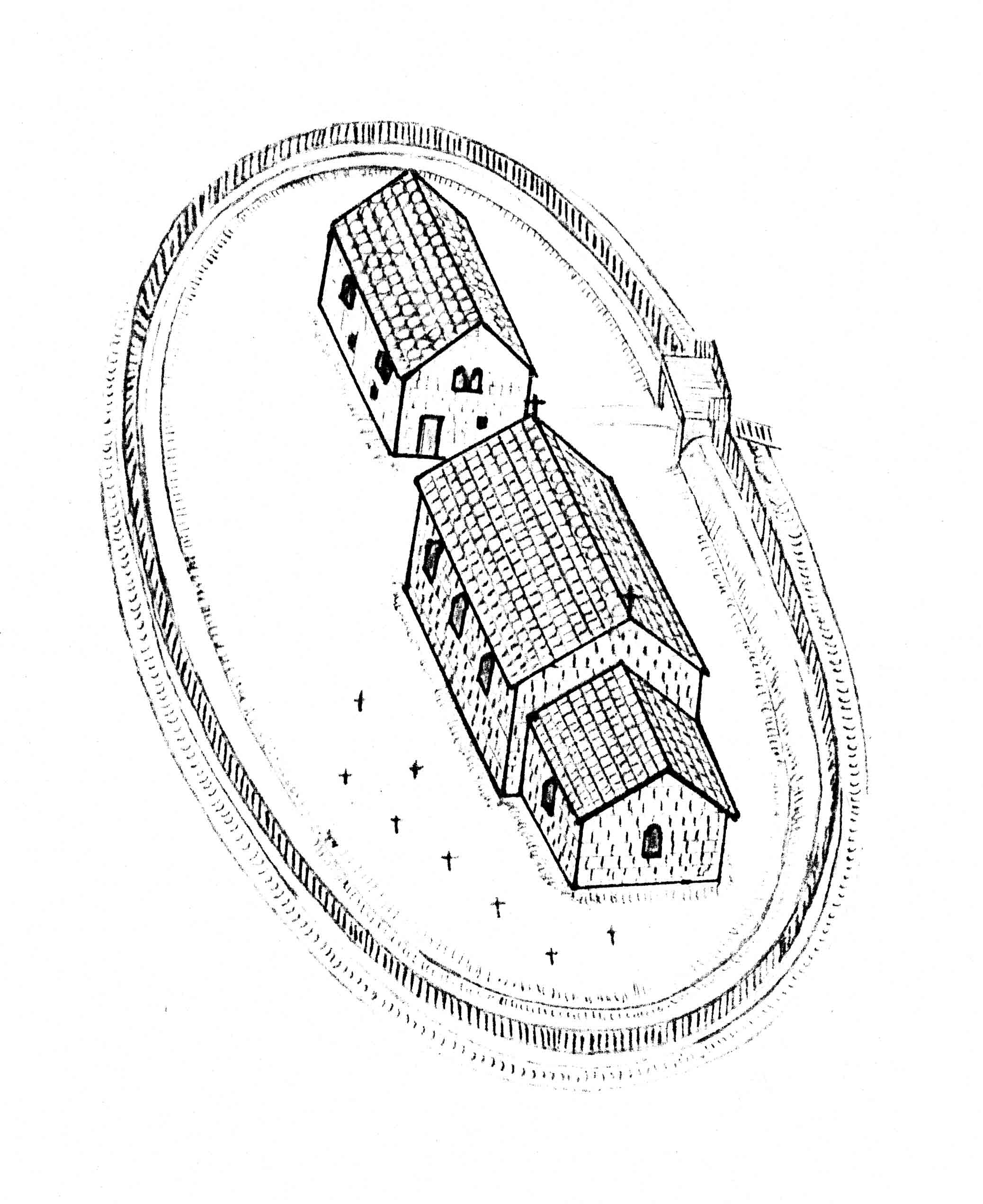
Burgkirchenanlage. Rekonstruktion Leopold Josef Mayböck
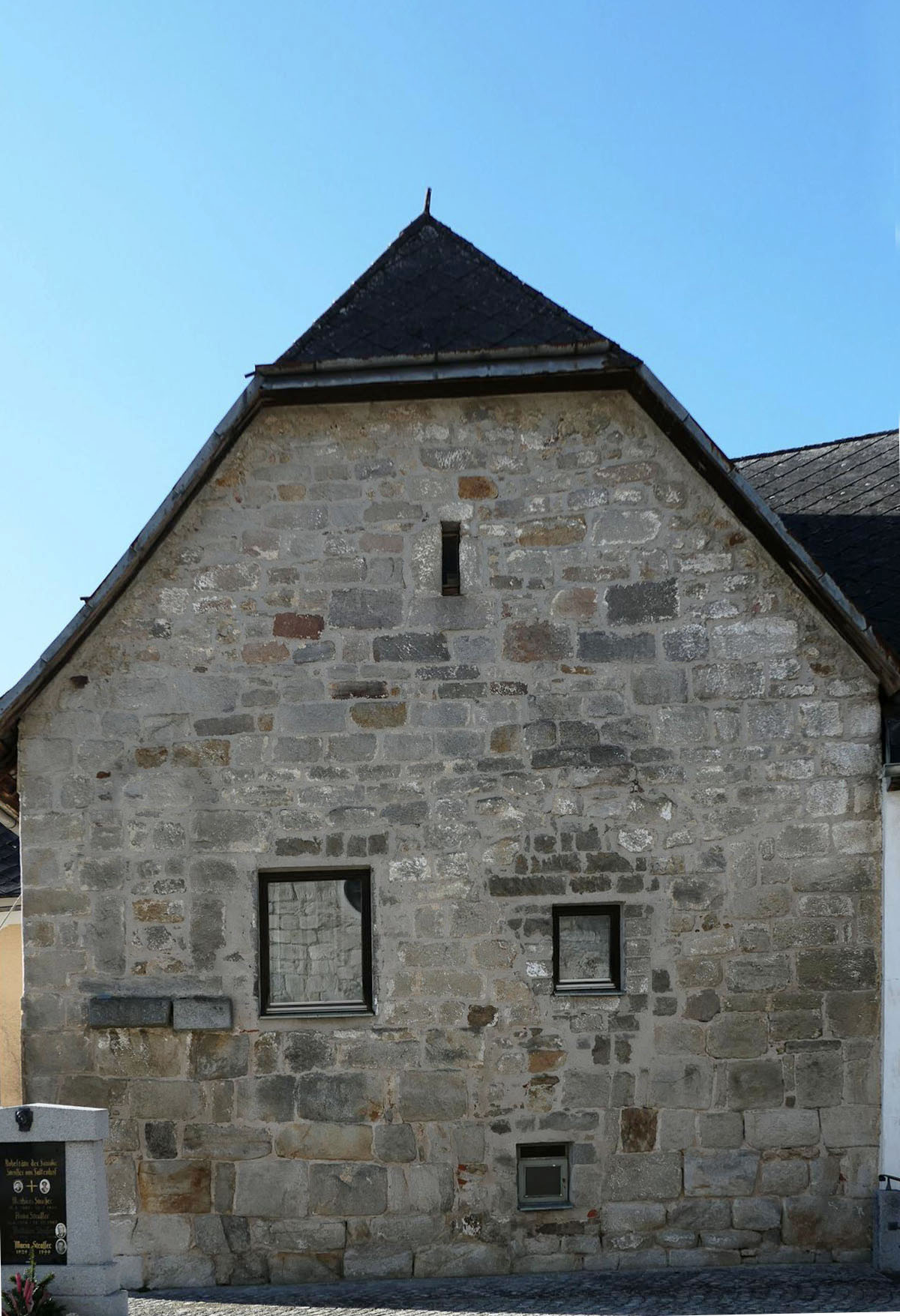
Pfarrhofmauer. Burgkirchen-Relikt
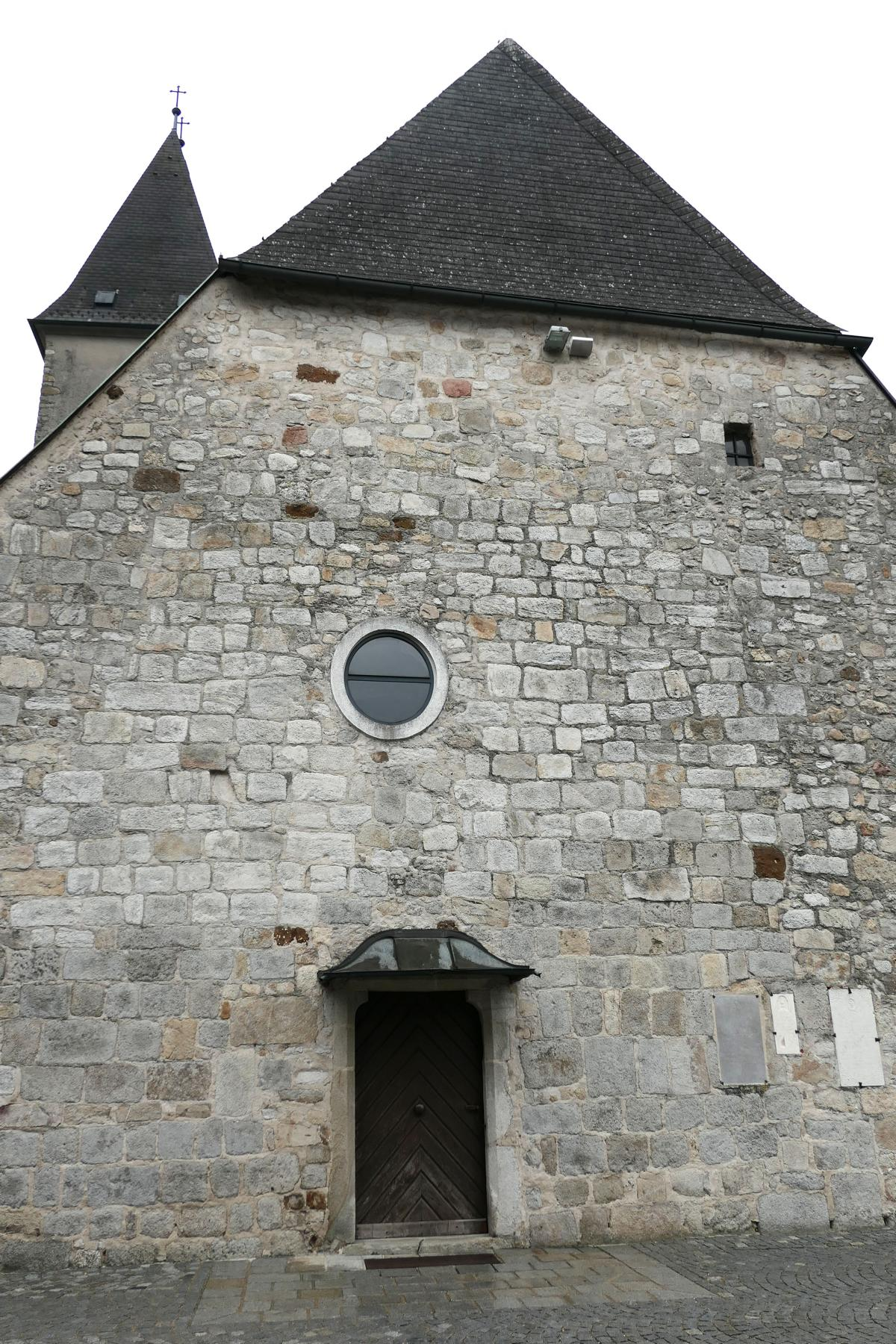
Westwand. Burgkirchen-Relikt
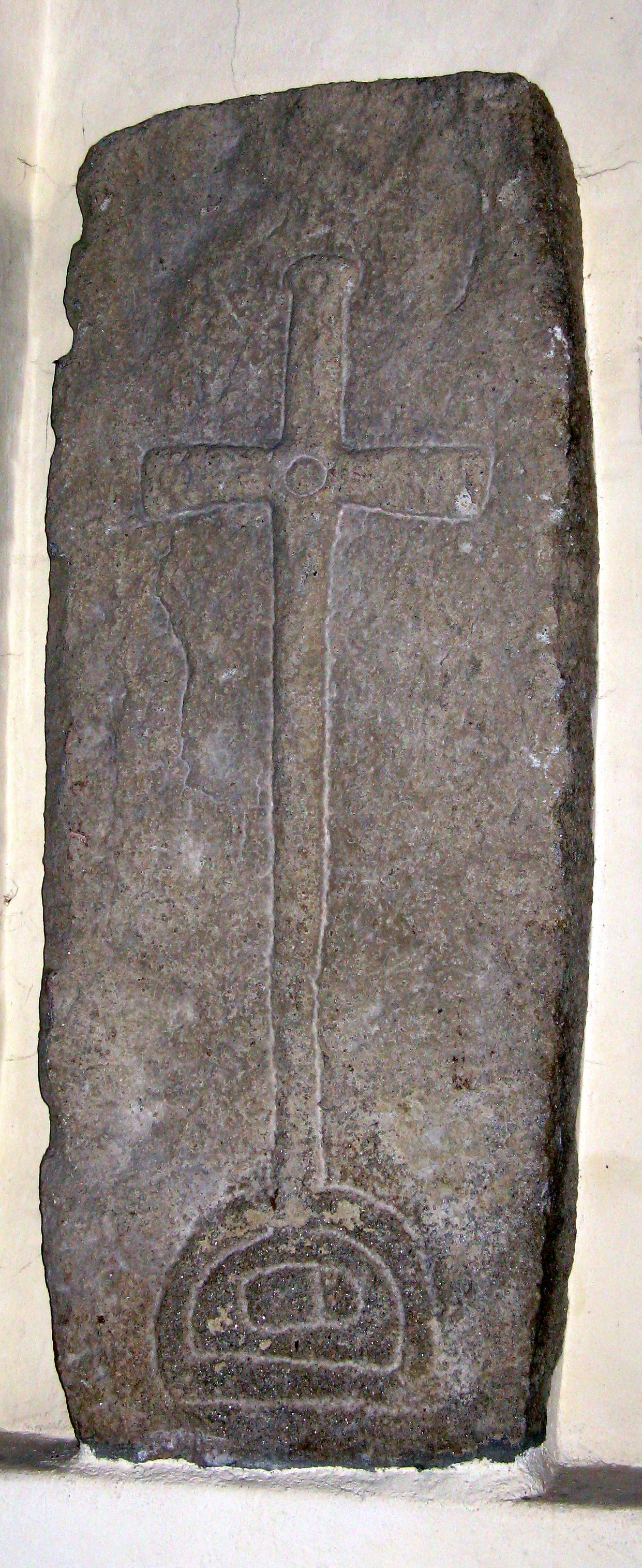
Granitene Grabplatte. Aus der Zeit der Herren von Perg und Machland

Die ursprüngliche Burgkirchenanlage, eine Wehranlage in Holzbauweise mit Wall, Palisadenzaun und Graben, dürfte im 11. Jh. der Ahnherr der Herren von Perg, der hochfreie Pero (1030; † 1060) errichtet haben. Pero, abstammend aus Bayern, soll der Familie eines Engelpero oder Adalpero oder ähnlich angehört haben. Begraben dürfte Pero in Pergkirchen sein.
Von der Burgkirchenanlage sind in der Pfarrkirche und im Pfarrhof noch romanische Mauerteile erhalten. Auch zwei granitene Grabplatten aus dieser Zeit erhielten sich (ohne Namensnennung). 1088 wurde die Kirche dem Hl. Martin von Tours geweiht. 1142 gilt als das Jahr, in dem die Pfarre durch Abtrennung von der römisch-katholischen Altpfarre Naarn entstanden ist.
Die Kirche in Pergkirchen war Eigenkirche der hochfreien Herren von Perg und Machland innerhalb der Burgkirchenanlage der Herren von Perg und Machland. Besitzer und Freie statten sie entsprechend reichlich aus. Die Patronatsrechte an Kirche und Pfarre lagen im Zeitraum von 1088 bis 1191 bei den Herren von Perg und Machland, das Stift Melk wurde in den Urkunden mehrfach noch nicht erwähnt.
Die Bestiftungsurkunde berichtet über zahlreiche Schenkungen, darunter jene von Rudolf I. von Perg (* 1035, † 1090, Sohn des Pero) und seiner Gattin Gysela und des ersten Priesters der neuen Kirche, Wolfoldus (Wolfhold). Später kamen weitere Schenkungen dazu, darunter jene von Walchun II. von Perg (* 1065, † 1148, Sohn des Rudolf I.) und seiner Gattin Adelheid sowie von weiteren Angehörigen der Stifterfamilie. Außer dem Herrengeschlecht beteiligten sich zahlreiche Freie an der standesgemäßen Ausstattung der neuen Kirche, darunter Rudolf, Heinrich, Reginbert, Otpolt, Behewin, Oze und Pilizi, Meginhart, Hazacha, Ratpurch, Otwin und der Konverse Meginhart.
Das Stiftungsgut der Herrenfamilie bestand unter anderem aus Höfen, Grundstücken, Hufen, Wald, Weingärten, Mühlen und Leibeigenen samt deren Familien und den von ihnen bewirtschafteten Gütern. Das Stiftungsgut der Freien bestand unter anderem meist aus Grundstücken, Zehenten und Leibeigenen. Zusammengefasst und von Bischof Udalrich von Passau dem Stift Melk bestätigt, summieren sich diese Schenkungen im Zeitraum zwischen den Jahren 1088 und 1114, abgesehen von den erwähnten Leibeigenen, auf 1 Wald, 1 Zehent, 6 Höfe, 2 Mühlen, 10 Grundstücke und Hufen und 2 Weingärten. Weitere Kirchenstiftungen sind erst wieder im 16. Jahrhundert beurkundet.
Die Weihe einer Kirche in Pergkirchen wurde erstmals 1088 urkundlich erwähnt. Am 24. April 1088 weihte Bischof Altmann eine Kirche dem Hl. Martin und vertraute das Patronat dem Stift Melk an, das damals in ein Benediktinerkloster umgewandelt wurde. Bischof Altmann hat anlässlich einer Reise von Passau nach Melk zahlreiche weitere Kirchen geweiht.
Als erster Priester von Pergkirchen ist Wolfhold (um 1080) erwähnt, die Namen weiterer, jedoch nicht aller Priester, Pfarrer, Aushilfspriester, Kapläne und Provisoren sind bekannt.

### Die mittelalterliche katholische Kirche
Am 25. März 1142 stattete der Passauer Bischof Reginbert auf Bitte von Adelram I. von Perg (* 1090, † 1148) die Kirche von Pergkirchen mit dem Begräbnis- und Taufrecht aus, wobei damit die endgültige Abtrennung von der Pfarre Naarn verbunden war. Das Pfarrgebiet von Pergkirchen umfasste damals das Gebiet zwischen Naarnfluss und Tobrabach. Die Grenzen der Pfarre und der späteren Katastralgemeinde Pergkirchen haben sich seit der damaligen Zeit kaum verändert.
Mit dem Tod von Friedrich II. von Perg (* 1150; † 15. Juli 1191 in Palästina) gingen die Vogtei- und Patronatsrechte an das Stift Melk über und blieben bei diesem bis 1530. In diesem Jahr verkaufte das Stift Melk die Pfarre Pergkirchen an die Rosenburgen in Niederösterreich, von denen sie an die Schallenberger von Luftenberg und von diesen an die Prager zu Windhaag verkauft wurde.
In dem von Andreas von Prag (* 1514, † 1569), Freiherr zu Windhaag, angelegten Pfarrurbar vom Jahre 1553 ist der Pfarrbesitz von Pergkirchen genau aufgezeichnet worden. Es ist anzunehmen, dass Andreas zu dieser Zeit die Vogtei- und Lehenschaft über die Pfarre Pergkirchen (zusätzlich zur Pfarre Altenburg, von Andreas 1492 erworben, und der Pfarre Münzbach, von Andreas 1530 erworben), bereits besaß. Unter den 3 Windhaagerischen Pfarren verstand man damit die Pfarren Pergkirchen, Altenburg und Windhaag.
Der Pfarrbesitz von Pergkirchen umfasste damals den Pfarrhof, die Gründe zum Pfarrhof samt Gärten und Obstbäumen, Wiesen, Äcker, Weiden und Hölzer, Pfarrholden (6 Güter), Dienste, Zehente sowie Einkünfte von Weingärten, Gütern und Wiesen. Der Grundbesitz der Pfarre und Kirche Pergkirchen ist von 1627 an derselbe geblieben und wird beispielsweise im Realschematismus der Pfarren der Diözese Linz vom Jahre 1913 folgendermaßen angegeben:
Der Kirchengrund erstreckte sich auf 7 ha 62 a 89 m² Wald und 4 ha 45 a 55 m² Äcker und Wiesen. Der Pfarrhofgrund (die Pfarrpfründe) umfasste 4 ha 47 a 88 m² Wald, 18 ha 10 a 8 m² Äcker, 10 ha 27 a 7 m² Wiesen und 1 ha 41 a 43 m² Gärten.

### Die neuzeitliche protestantische Kirche
Bis zum Jahr 1558 und nach dem Jahr 1624 waren die Pfarrer von Pergkirchen katholisch. 1558 bis 1624 waren die Pfarrer von Pergkirchen aber protestantisch. In der Zeit der protestantischen Pfarrer gehörten im Zeitraum 1606 bis 1624 die in Pergkirchen verbliebenen Katholiken der katholischen Pfarre Naarn an.
Die Pergkirchner Protestanten wurden von da an aber wieder katholisch gemacht. Auch wurde die Vogteiherrschaft über die drei Windhaagerischen Pfarren den protestantischen Herrschaften entzogen und dem Kloster Baumgartenberg einverleibt. Zahlreiche Urkunden kamen nach Baumgartenberg, wo sie anlässlich der Aufhebung des Klosters im Jahre 1784 vernichtet wurden.
Da der Vogtherr von Pergkirchen, Friedrich von Prag († 1600) Freiherr von Windhaag, ein Protestant war, bestellte er in seinen drei Pfarren, also auch in Pergkirchen protestantische Pfarrer. Er bestellte möglicherweise schon 1558 den Daniel Schmuckzell, jedenfalls aber 1574 den Abraham Hardel (auch Haggl, abgesetzter Abt des Benediktinerstiftes Gleink) als protestantische Pfarrer ein. Ab 1599 wirkte Magister Samuel Übelmann, Professor an der protestantischen Landschaftsschule, in Pergkirchen und blieb bis 1618. Nachfolger wurde Magister Johannes Meier, der bereits 1619 starb, und dann Magister Johannes Urlsperger. Er war 1619–1624 letzter Prediger in Pergkirchen.
Da es in dieser Zeit nicht mehr recht viele protestantische Pfarren im Mühlviertel gab, kamen viele Protestanten des Mühlviertels von nah und fern zu den drei Windhaagerischen Pfarren, weil dort die protestantischen Pfarrer ihr Amt verrichten konnten. Es kamen protestantische Kommunikanten, es wurden protestantische Täuflinge herbeigetragen, selbst prostantische Tote wurden in diese Pfarren gebracht. 1624 mussten schließlich alle protestantischen Prediger und Schulmeister abdanken und sich außer Landes begeben. Auch Magister Johannes Urlsperger musste Pergkirchen verlassen.

### Die neuzeitliche katholische Kirche
Mit Kaufbrief vom 19. August 1636 erwarb Joachim Enzmilner (* 1600, † 1678) die Herrschaft Windhaag einschließlich der Vogteien und Lehenschaften über die drei Windhaagerischen Pfarren Münzbach, Altenburg und Pergkirchen.
Er führte deshalb lange Zeit einen Streit mit dem Kloster Baumgartenberg, der erst 1652 beigelegt werden konnte, als die Vogtei der Herrschaft Windhaag und das Lehen dem Kloster Baumgartenberg zugesprochen wurde. Nach dem Tod Joachim Enzmilners übergab dessen Tochter Eva Maria Enzmilner (* 1629, † 1700) im Jahr 1682 Teile der Vogtei über die Pfarre Pergkirchen wieder dem Kloster Baumgartenberg.
Von 1624 bis 1804 wirkten wieder katholische Priester und Zisterzienser-Patres des Klosters Baumgartenberg in Pergkirchen. Pater Robert Startzer, Pfarrer von Pergkirchen von 1779 bis 1804, war der letzte von ihnen. Seither ist die Pfarre Pergkirchen eine Pfarre mit freier bischöflicher Verleihung und gehört zu der 1784 gegründeten Diözese Linz.
1823 gehörte die Pfarre Bergkirchen (= Pergkirchen) zum Dekanat Pabneukirchen. Zeitweilig kam der Dechant aus der Pfarre und das Dekanat wurde daher fallweise als Bergkirchen bezeichnet. Das Dorf Pergkirchen hatte zu dieser Zeit 9 Häuser und 43 Einwohner. Zur Pfarre gehörten aber auch noch die Ortschaften Auhof (13 Häuser und 71 Einwohner), Tobra, Dörfel, Lehenbrunn und Thurnhof (12 Häuser und 50 Einwohner). Die Gesamthäuser- und Einwohneranzahl ist nicht näher ausgeführt.
Auf Grund eines Vertrages mit dem bischöflichen Ordinariat von 1971 übernahmen die Franziskaner (als Filiale von Enns) von 1972 bis 1987 die Pfarre Pergkirchen. Damit war auch der Religionsunterricht am Gymnasium in Perg verbunden.

## Der Kirchenbau
Erst im 16. Jahrhundert erfolgt anlässlich des Anbaus der Margarethenkapelle an die Pfarrkirche erstmals ein Hinweis auf ein ursprünglich einschiffiges Kirchengebäude (ein Langhaus mit romanischen Bauteilen, wie wuchtige Quader an der Nordseite, Rundbogenfenster über der westlichen Kapelle, Strebepfeiler an der Nordwestecke).
Die Kirche wurde mehrmals umgebaut, der 1480 errichtete Chor ist zweijochig mit 5/8-Schluss und netzrippengewölbt und im Bezug zum Langhaus aus der Achse verschoben.
Im 14. Jh. hatte ein Ulrich Prandtner (von Prandt) den Edelmannssitz Thurnhof gekauft. Seine Söhne hießen Hans I., Georg und Wolfgang I. Prandtner. So besaß 1454 Georg Prandtner dacz dem Tuern in Pergkircher pharr freys aigen, also den Edelmannssitz Thurnhof. Diese Prandtners ließen im ersten Viertel des 15. Jh. bei der Pfarrkirche in Pergkirchen an die Langhauswand im Süden eine Kapelle anbauen. 1510 fügten sie dieser ersten (östlichen) Kapelle eine zweite (westliche) Kapelle hinzu (beurkundet 1527). In späteren Zeiten entstand nach dem Öffnen der Langhauswand das Seitenschiff. Das Seitenschiff trägt noch heute den Namen Margarethenkapelle, in Erinnerung an Margaretha Prandtner. Sie war die Tochter des Heinrich Geumann (Geymann) vom Schloss Gallspach und dann die Ehefrau von Wolfgang II. Prandtner. Margaretha († 1523) und Wolfgang II. († 1527) sind in der Kirchengruft zu Pergkirchen beigesetzt.
Das Recht, in der Margarethenkapelle die Messe zu lesen, hatte der Kaplan der Prandtner. Dafür stifteten (spendeten) die Prandtners der Kirche noch zusätzlich die Thurnwiese (2 Tagwerk = 0,68 ha groß und an Thurnhof-Gründe angrenzend). Der Pergkirchner Pfarrer musste dafür dem Kaplan der Prandtner den Opferwein geben und die Messe wirklich lesen lassen. Die Thurnwiese hieß von nun an Opferwiese.
Im ersten Viertel des 16. Jahrhunderts entstand die Überwölbung des Langhauses. Insgesamt handelt es sich um ein gotisches Kirchengebäude. Ab 1682 wurde vom Kloster Baumgartenberg die Renovierung der Pfarrkirche Pergkirchen veranlasst und 1685 im nördlichen Chorwinkel ein Karner und ein neuer Kirchturm erbaut. Der Turm hatte seit ungefähr 1800 einen niederen, geschwungenen Helm als Dach. Die Turmhöhe beträgt 19 m, die Kuppel war sechs Meter und das Kreuz zwei Meter hoch. Erst gegen Ende des 20. Jahrhunderts erhielt der Turm ein neues Spitzgiebeldach (Keildach).
Die Kirche verfügte bis zur Renovierung zu Beginn des 21. Jahrhunderts über einen barocken Hochaltar aus dem 17. Jahrhundert. Weiters wurde bei Renovierungen entfernt: ● Granitene Grabplatte aus der Zeit der Burgkirchenanlage. ● Renaissance-Grabstein des hier 1597 beigesetzten Hanns Georg Hack von Pornimb (Bornimb) zu Tannbach und Stain (Schloss Außenstein). ● Barockes Allerheiligenbild von Clemens Beutler (1665). Das Bild kam in das Heimathaus Perg.
Denkmalschutzobjekt Nr. 22869 (Pfarrkirche) und 22870 (Pfarrhof). Bundesdenkmalamt (BDA) Nr. 26397 und 26398.

## Die Glocken
1917 im Ersten Weltkrieg (1914–1918) mussten drei Glocken mit einem Gesamtgewicht von 1008 kg abgeliefert werden. Nur die 28 kg schwere Sterbeglocke mit 39 cm Durchmesser, die Johann Hollederer im Jahr 1844 gegossen hatte, blieb zurück. 1923 und 1936 wurden Glocken mit einem Gesamtgewicht von 1561 kg angeschafft. Im Zweiten Weltkrieg (1939–1945) mussten die neu angeschafften Glocken wiederum abgeliefert werden, sodass 1953 die Anschaffung eines neuen Geläutes, bestehend aus vier Glocken, bei der Glockengießerei St. Florian erforderlich war.

## Die Umgebung
- Der Friedhof von Pergkirchen befindet sich unmittelbar neben der Pfarrkirche.
- Im Pfarrhof Pergkirchen sind Reste der steinernen Burgkirchenanlage aus dem 11. Jh. erhalten.

## Bildergalerie

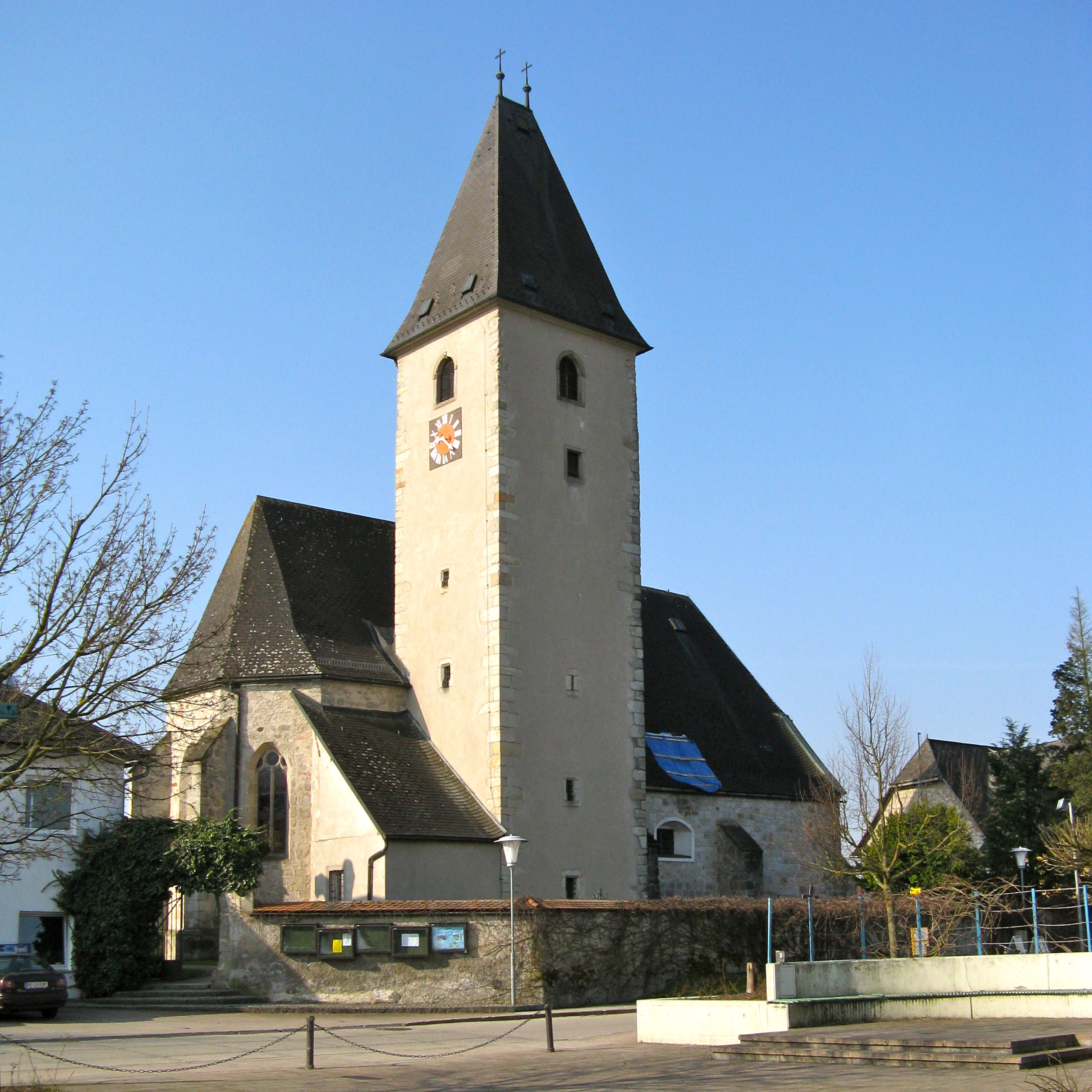
Kirche im Norden
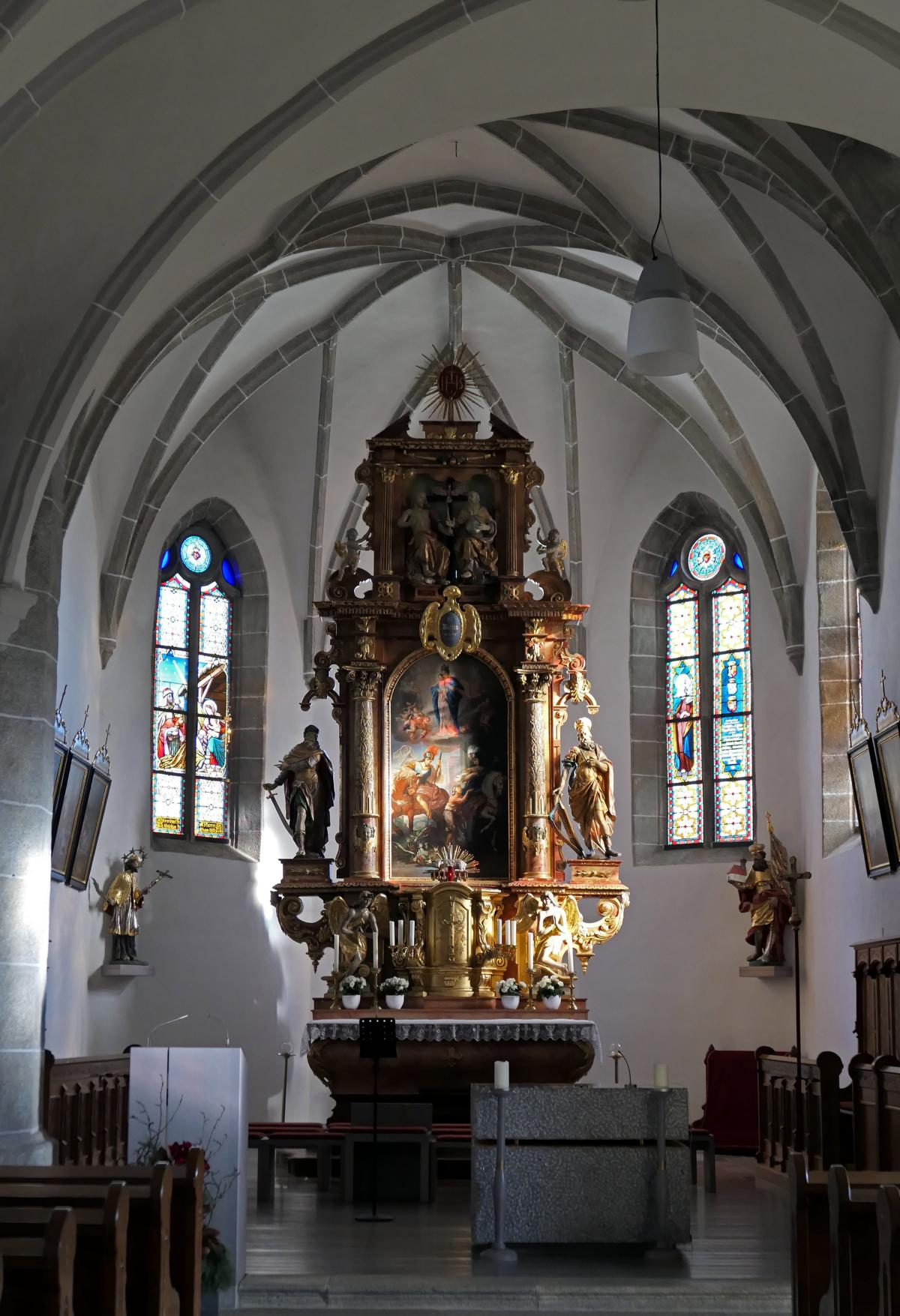
Kirchenapside mit Hochaltar
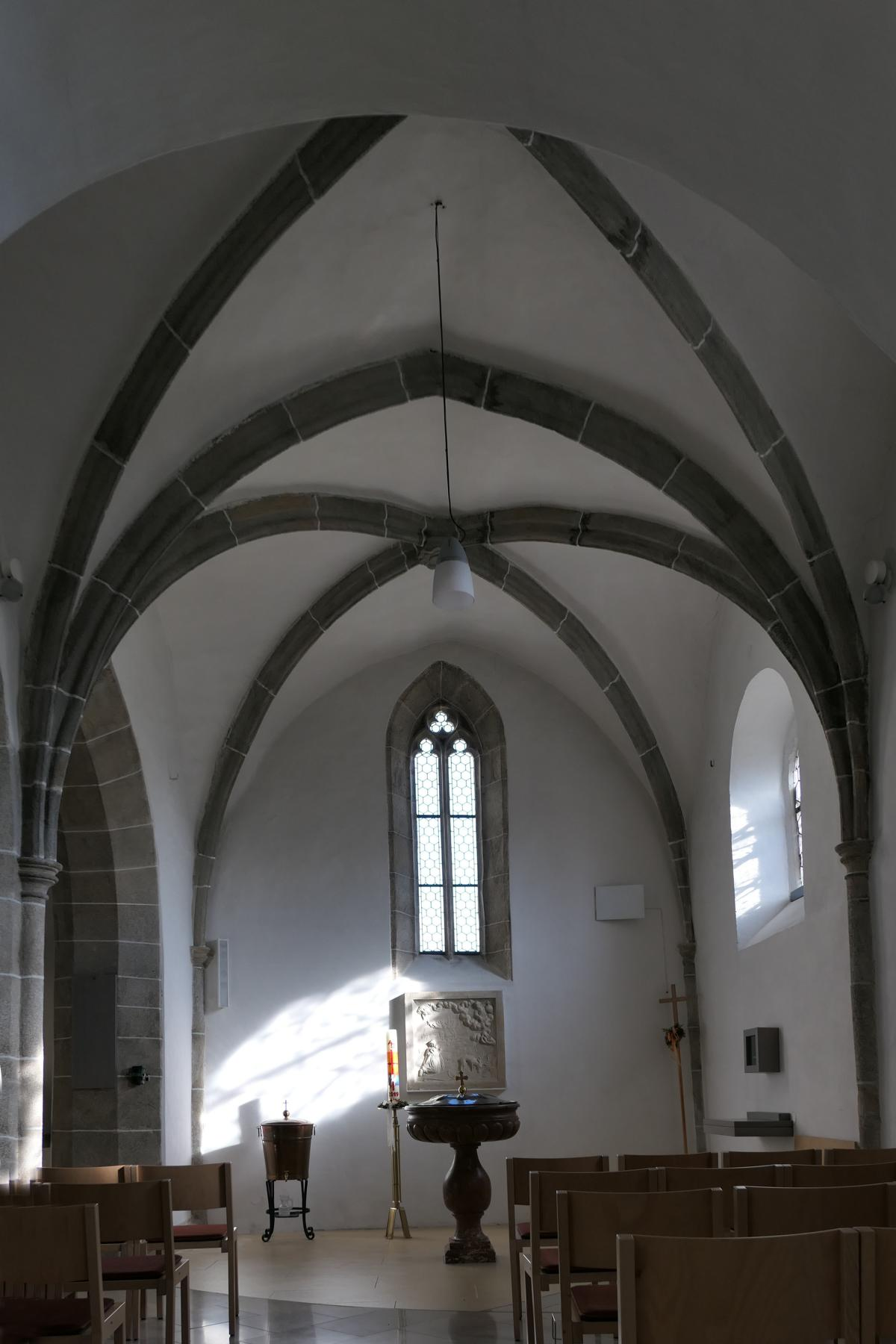
Margarethenkapelle östlich
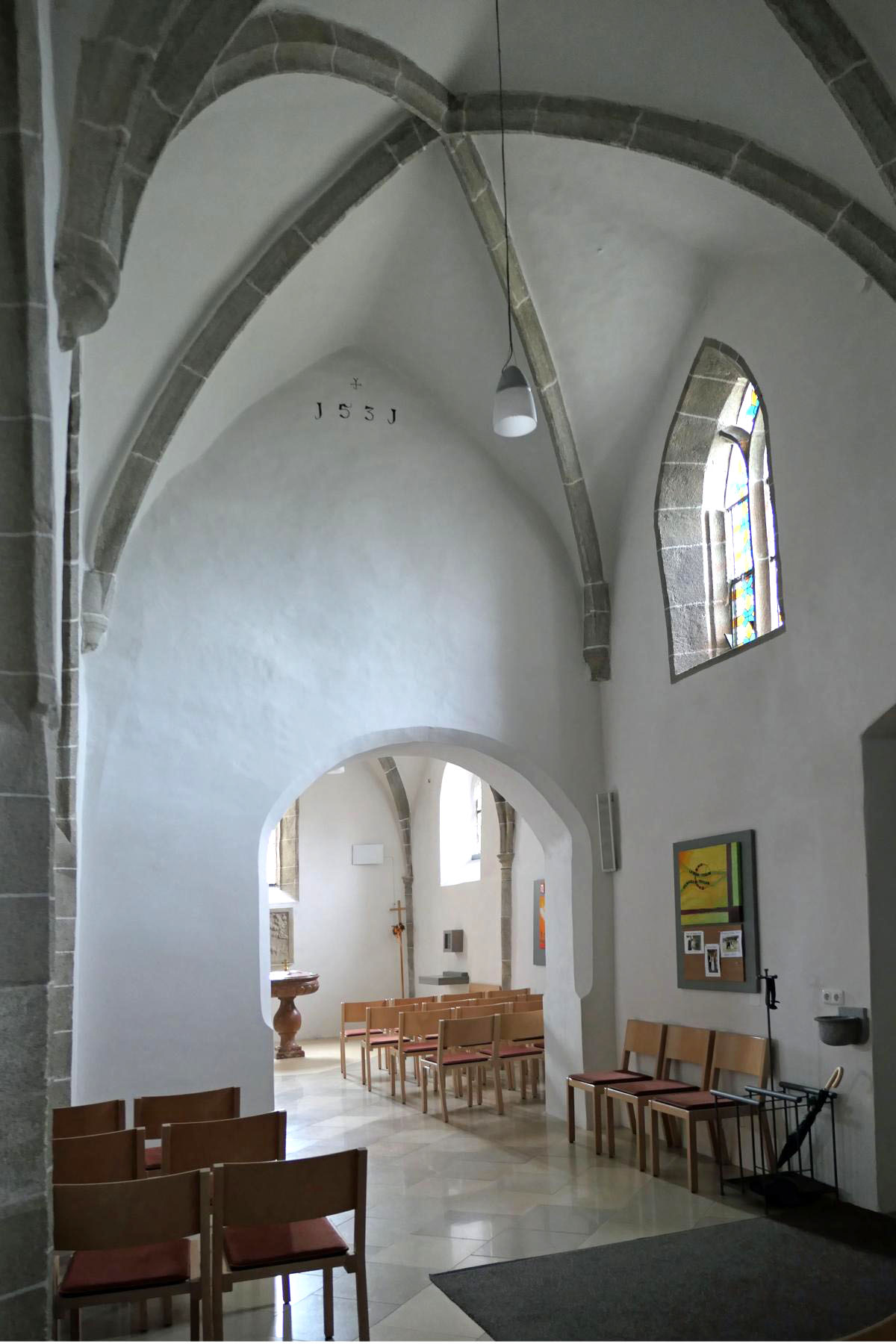
Margarethenkapelle westlich. Schriftzug 1531
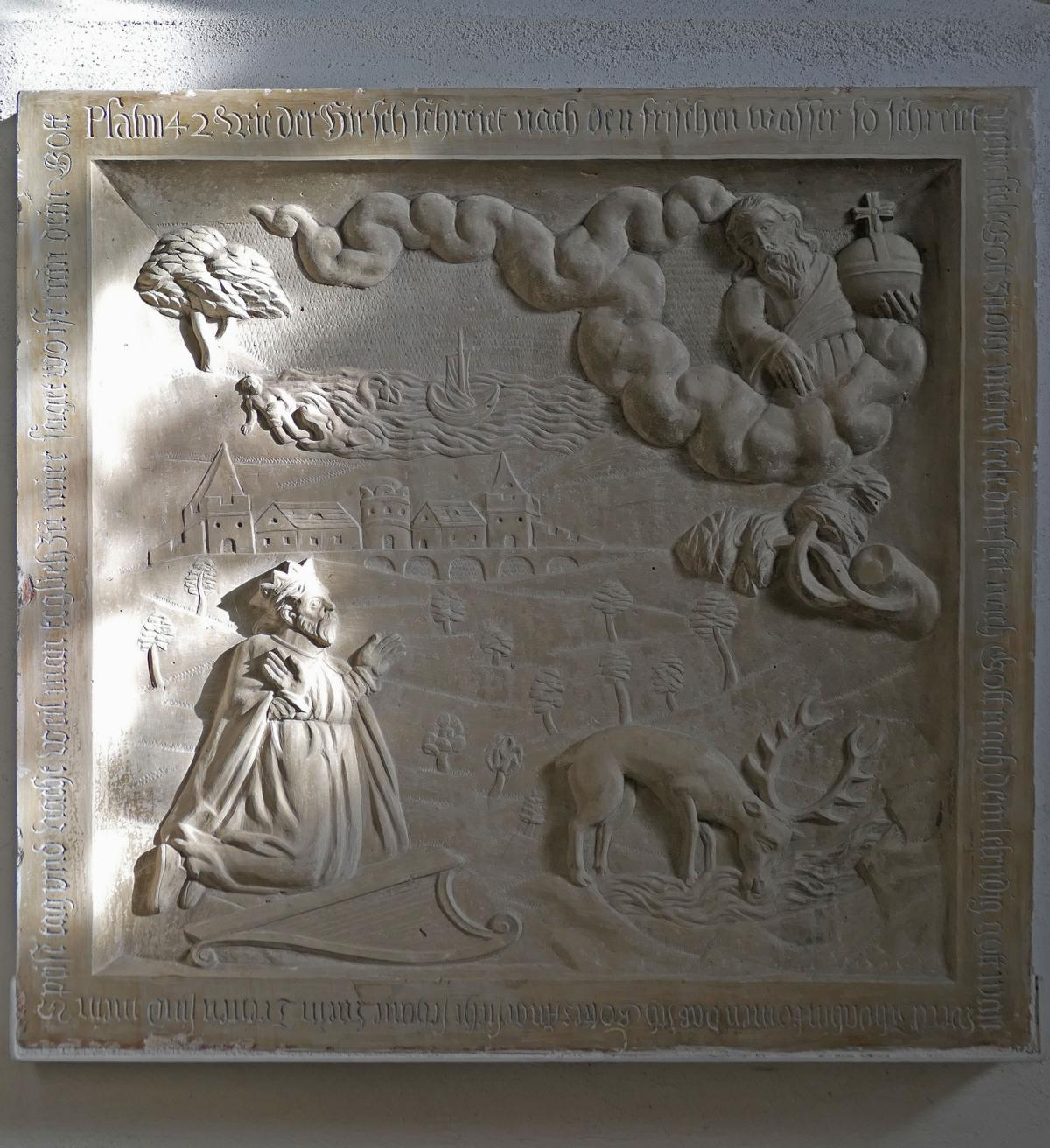
Margarethenkapelle
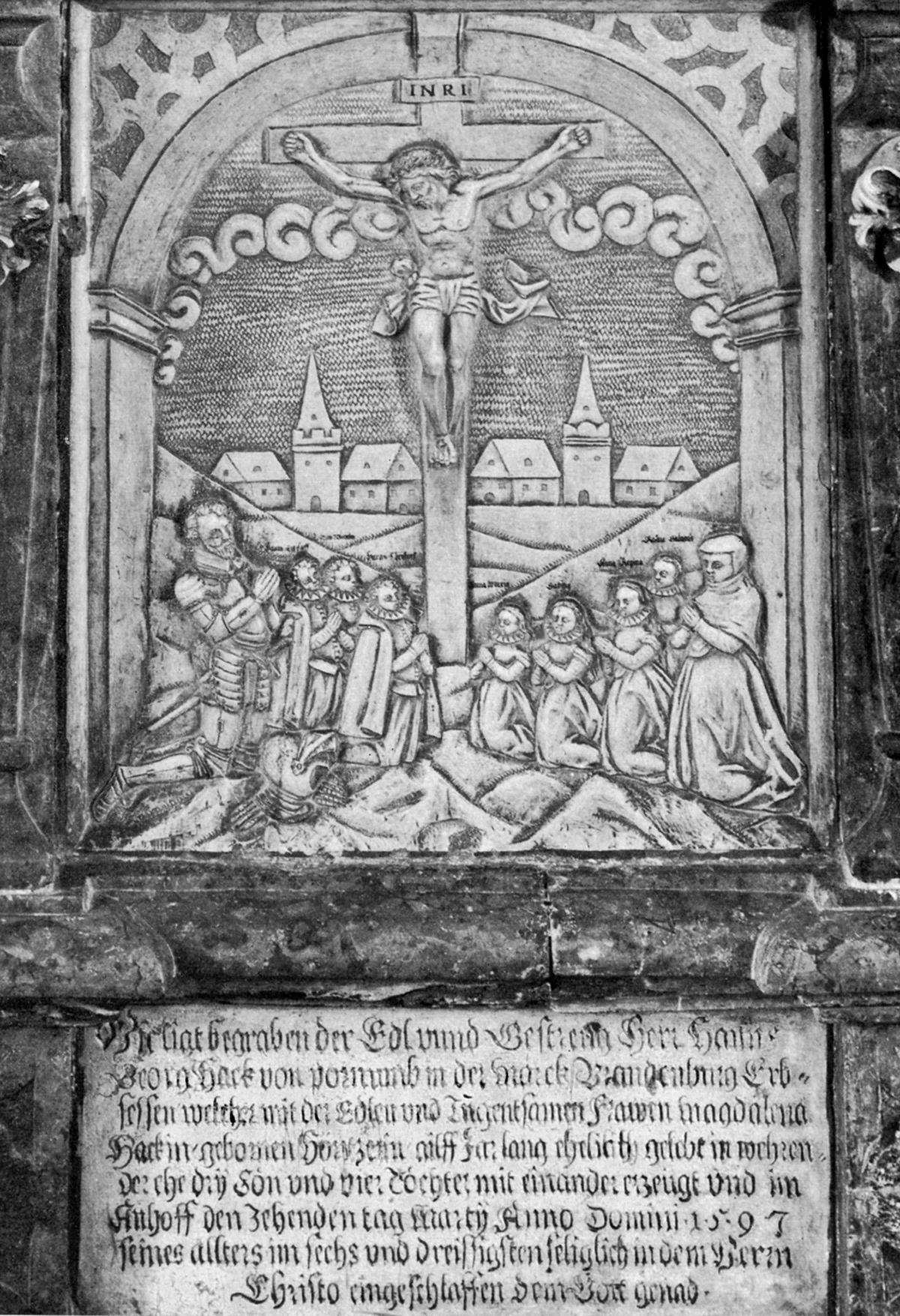
Grabplatte 1597 für Hanns Georg Hack (nun entfernt). Gezeigt wird mitsamt Namen die ganze Familie mit 3 Söhnen und 4 Töchtern
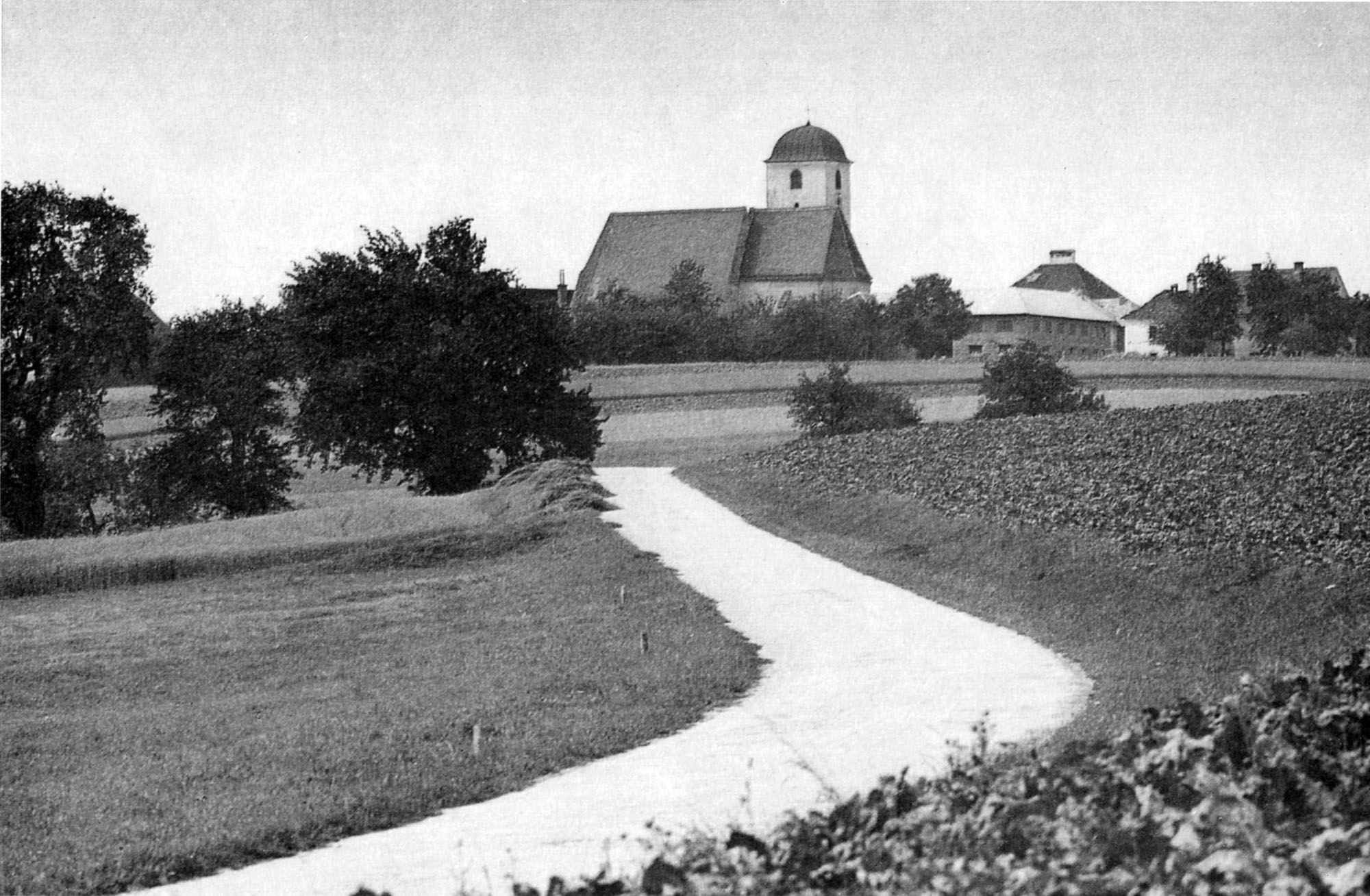
Pergkirchen im Süden ~1930
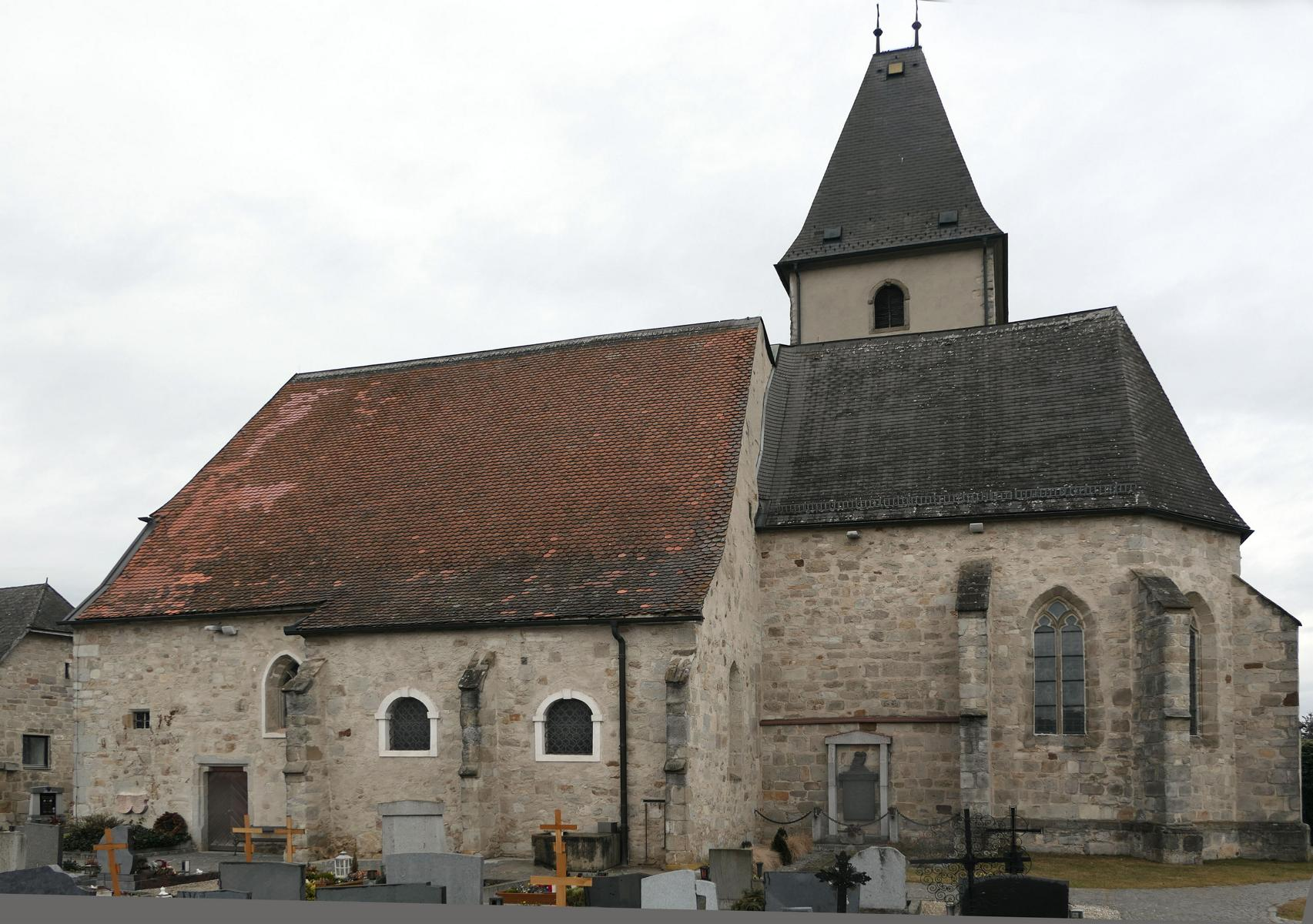
Kirche im Süden. Links Margarethenkapelle
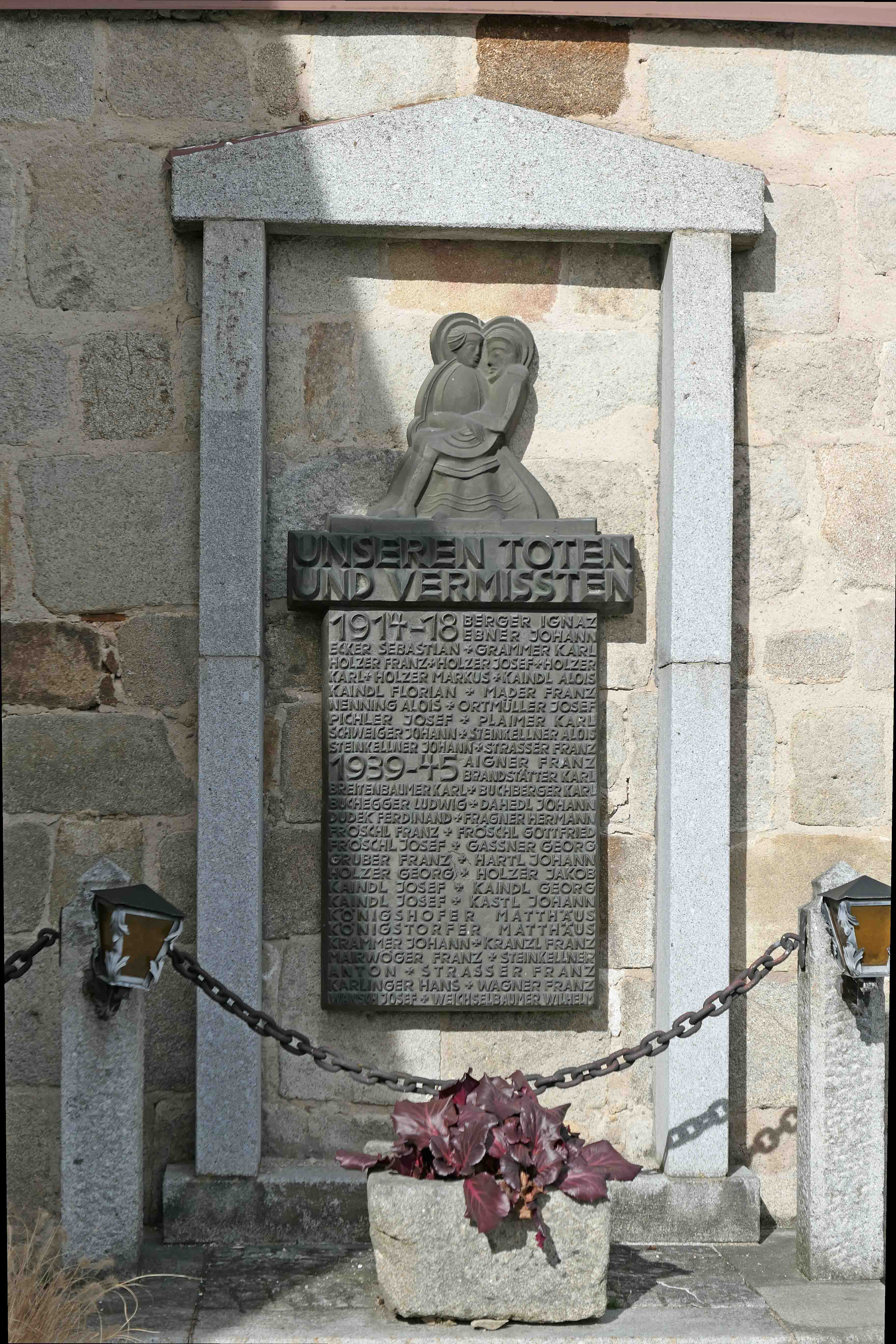
Kriegerdenkmal
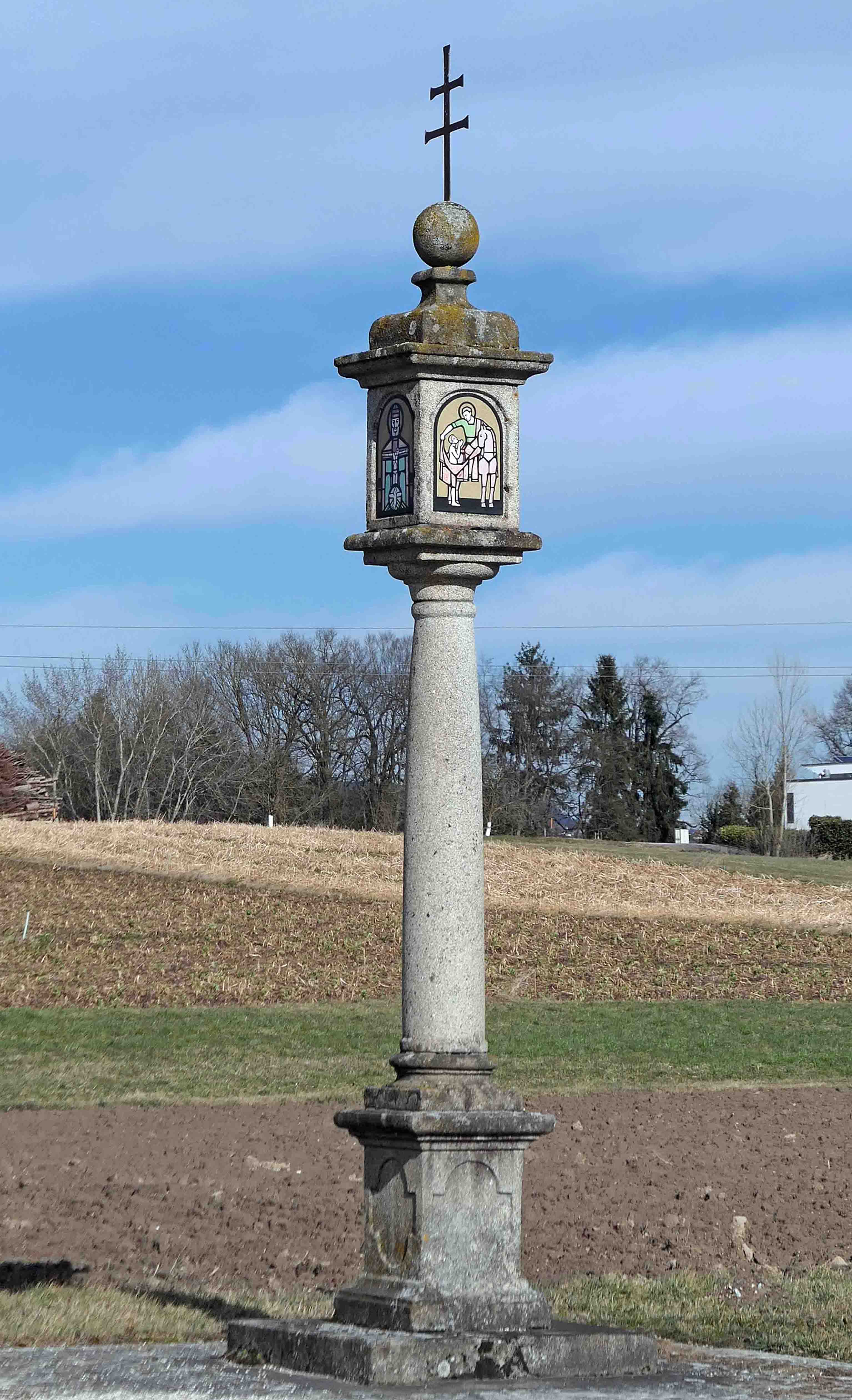
Pestsäule